# جيمس جوردون
جيمس جوردون (بالإنجليزية: James P. Gordon) (و. 1928 – 2013 م) هو فيزيائي من الولايات المتحدة الأمريكية . ولد في نيويورك . وكان عضواً في الأكاديمية الوطنية للعلوم، والأكاديمية الوطنية للهندسة .

## التعليم
تعلم في جامعة كولومبيا، ومعهد ماساتشوست للتكنولوجيا

## جوائز
حصل على جوائز منها:
- قلادة فريدريك آيفس (2002)
- جائزة ماكس بورن [الإنجليزية]‏ (1991)
- جائزة تشارلز هارد تاونز (1981).